# Пер-
Пер- (лат. per — приставка, означающая усиление, избыток чего-либо) — умножающая приставка, применяемая в химической терминологии.
Приставка применяется для обозначения более высокой степени окисления и сохраняется только для HClO4 (перхлорная кислота) и соответствующих кислот других элементов VII группы.
Вариант приставки — «перфтор» для обозначения перфторуглеводородов.

## Примеры
- Перборат калия
- Перманганат магния
- Пермолибдат натрия
- Персульфат рубидия
- Перхромат натрия